# Seznam ministrů obchodu Předlitavska
Toto je seznam ministrů obchodu Předlitavska, který obsahuje chronologický přehled všech členů vlád Předlitavska působících v čele tohoto úřadu (včetně správců, tedy osob provizorně pověřených řízením ministerstva) po celé období existence tohoto státního útvaru, tedy od rakousko-uherského vyrovnání roku 1867 až do zániku Rakouska-Uherska v roce 1918.

## Ministři obchodu Předlitavska 1867–1918
| #  | Jméno                      | Fotografie | Strana                 | Vláda                                                               | Funkční období                         | Poznámky                                                       |
| -- | -------------------------- | ---------- | ---------------------- | ------------------------------------------------------------------- | -------------------------------------- | -------------------------------------------------------------- |
| 1  | Bernhard von Wüllerstorf   |            |                        | vláda Ferdinanda von Beusta                                         | 7. února 1867 – 18. dubna 1867         |                                                                |
| 2  | Franz Karl von Becke       |            |                        | vláda Ferdinanda von Beusta                                         | 18. dubna 1867 – 23. prosince 1867     | Správce.                                                       |
| 3  | Ignaz von Plener           |            | Ústavní strana         | vláda Karla von Auersperga vláda Leopolda Hasnera                   | 30. prosince 1867 – 12. dubna 1870     |                                                                |
| 4  | Sisinio de Pretis          |            |                        | vláda Alfreda von Potockého                                         | 13. dubna 1870 – 4. února 1871         | Správce.                                                       |
| 5  | Albert Schäffle            |            |                        | vláda Karla von Hohenwarta                                          | 5. února 1871 – 26. října 1871         |                                                                |
| 6  | Otto von Wiedenfeld        |            |                        | vláda Ludwiga von Holzgethana                                       | 27. října 1871 – 22. listopadu 1871    | Správce.                                                       |
| 7  | Anton von Banhans          |            |                        | vláda Adolfa von Auersperga                                         | 26. listopadu 1871 – 19. května 1875   |                                                                |
| 8  | Johann von Chlumecký       |            | ústavověr. velkostatek | vláda Adolfa von Auersperga vláda Karla von Stremayra               | 19. května 1875 – 12. srpna 1879       |                                                                |
| 9  | Karl Korb v. Weidenheim    |            |                        | vláda Eduarda Taaffeho                                              | 13. srpna 1879 – 26. června 1880       |                                                                |
| 10 | Alfred von Kremer          |            |                        | vláda Eduarda Taaffeho                                              | 26. června 1880 – 14. ledna 1881       |                                                                |
| 11 | Felix Pino v. Friedenthal  |            |                        | vláda Eduarda Taaffeho                                              | 14. ledna 1881 – 16. března 1886       |                                                                |
| 12 | Karl von Pusswald          |            |                        | vláda Eduarda Taaffeho                                              | 16. března 1886 – 26. června 1886      | Správce.                                                       |
| 13 | Olivier de Bacquehem       |            |                        | vláda Eduarda Taaffeho                                              | 26. června 1886 – 11. listopadu 1893   |                                                                |
| 14 | Gundaker Wurmbrand         |            |                        | vláda Alfreda Windischgrätze                                        | 12. listopadu 1893 – 19. června 1895   |                                                                |
| 15 | Heinrich von Wittek        |            |                        | vláda Ericha Kielmansegga                                           | 20. června 1895 – 30. září 1895        | Správce.                                                       |
| 16 | Hugo Glanz von Eicha       |            |                        | vláda Kazimíra Badeniho                                             | 2. října 1895 – 28. listopadu 1897     |                                                                |
| 17 | Ernest von Koerber         |            |                        | první vláda Paula Gautsche                                          | 30. listopadu 1897 – 5. března 1898    |                                                                |
| 18 | Josef Maria Baernreither   |            | ústavověr. velkostatek | vláda Franze Thuna                                                  | 7. března 1898 – 4. října 1898         |                                                                |
| 19 | Josef von Dipauli          |            |                        | vláda Franze Thuna                                                  | 4. října 1898 – 2. října 1899          |                                                                |
| 20 | Franz Stibral              |            |                        | vláda Manfreda Clary-Aldringena                                     | 2. října 1899 – 18. ledna 1900         | Správce.                                                       |
| 21 | Guido von Call             |            |                        | první vláda E. von Koerbera druhá vláda Paula Gautsche              | 19. ledna 1900 – 11. září 1905         |                                                                |
| 22 | Leopold von Auersperg      |            |                        | druhá vláda Paula Gautsche vláda Konrada Hohenloheho                | 1. ledna 1905 – 15. listopadu 1906     | V Gautschově vládě správce, v Hohenloheho vládě řádný ministr. |
| 23 | Josef Fořt                 |            | mladočeši              | vláda Maxe Becka                                                    | 2. června 1906 – 9. listopadu 1907     |                                                                |
| 24 | František Fiedler          |            | mladočeši              | vláda Maxe Becka                                                    | 9. listopadu 1907 – 15. listopadu 1908 |                                                                |
| 25 | Viktor Mataja              |            |                        | vláda Richarda Bienertha                                            | 15. listopadu 1908 – 10. února 1909    | Správce.                                                       |
| 26 | Richard Weiskirchner       |            | Křesťansko-soc. strana | vláda Richarda Bienertha                                            | 10. února 1909 – 28. června 1911       |                                                                |
| 27 | Viktor Mataja              |            |                        | třetí vláda Paula Gautsche                                          | 28. června 1911 – 3. listopadu 1911    |                                                                |
| 28 | Mauriz von Rössler         |            |                        | vláda Karla Stürgkha                                                | 3. listopadu 1911 – 20. září 1912      |                                                                |
| 29 | Rudolf v. Schuster-Bonnott |            |                        | vláda Karla Stürgkha                                                | 20. září 1912 – 30. listopadu 1915     |                                                                |
| 30 | Alexander Spitzmüller      |            |                        | vláda Karla Stürgkha                                                | 30. listopadu 1915 – 21. října 1916    |                                                                |
| 31 | Franz Stibral              |            |                        | druhá vláda E. von Koerbera                                         | 31. října 1916 – 20. prosince 1916     |                                                                |
| 32 | Karl Urban                 |            | Něm. pokrok. strana    | vláda Heinricha Clam-Martinice                                      | 20. prosince 1916 – 22. června 1917    |                                                                |
| 33 | Viktor Mataja              |            |                        | vláda Ernsta Seidlera                                               | 23. června 1917 – 30. srpna 1917       |                                                                |
| 34 | Friedrich von Wieser       |            |                        | vláda Ernsta Seidlera vláda Maxe Hussarka vláda Heinricha Lammasche | 30. srpna 1917 – 30. října 1918        |                                                                |

* Poznámka: V pramenech a databázích mírně kolísá přesná datace počátku a konce funkčního období jednotlivých vlád. Zde všechny údaje dle publikace kol. aut.: Československé dějiny v datech, Praha 1987.